# Jo Bogaert
Pour les articles homonymes, voir Bogaert.
Jo Bogaert, né le 19 mai 1956 à Alost, est un musicien, producteur, auteur-compositeur belge connu dans le monde pour son groupe Technotronic et en particulier le titre Pump Up the Jam qui s'est vendu à 3,5 millions de copies.

## Carrière
Il commence sa carrière comme bassiste du groupe belge new-wave White Light puis en 1983 sort son premier album None Of Them Are Green sur son propre label Whale Records. Après son projet Nux Nemo dont un album en 1987, il présente le groupe Technotronic. Le premier single Pump Up The Jam va connaitre un succès mondial. Ce morceau est chanté par Manuela Kamosi mais c'est la danseuse et mannequin Felly Kilingi qui apparaît sur les vidéos.
Après avoir travaillé sur les albums Pump Up The Jam (1990) et Body To Body (1991) pour Technotronic, Jo Bogaert sort un album solo intitulé Different Voices (1993) avec la participation de Robert Wyatt.
En 1994, il produit le disque classique The Fire Requiem de Flamma Flamma, un succès en Allemagne.
En 1995, il réalise l'album Recall pour Technotronic avec Patrick de Meyer.